# Річард Сеґер
Річард Сеґер (англ. Richard Saeger, 4 березня 1964) — американський плавець.
Олімпійський чемпіон 1984 року.
Чемпіон світу з водних видів спорту 1982 року.
Переможець Панамериканських ігор 1983 року.
Призер літньої Універсіади 1983 року.